# Güzelyurt, Şanlıurfa
Güzelyurt là một xã thuộc thành phố Şanlıurfa, tỉnh Şanlıurfa, Thổ Nhĩ Kỳ. Dân số thời điểm năm 2011 là 57 người.